# Branwell Brontë
Patrick Branwell Brontë (ur. 26 czerwca 1817 w Thornton, zm. 24 września 1848 w Haworth) – angielski malarz, pisarz i poeta.

## Życiorys

### Młodość
Branwell był czwartym z sześciorga dzieci i jedynym synem pastora Patricka Brontë (1777–1861) i jego żony Marii Branwell Brontë (1783–1821), bratem Charlotte, Emily i Anne Brontë. Urodził się w Thornton, w pobliżu Bradford, w West Yorkshire i w 1821 r. przeniósł się wraz z całą rodziną do Haworth, gdy jego ojciec został powołany na stanowisko kapelana połączone z dożywotnim użytkowaniem parafii. Nadano mu imiona Patrick po ojcu, i Branwell po panieńskim nazwisku matki.

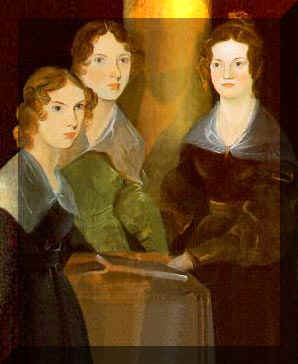
Siostry Brontë na obrazie namalowanym przez brata; świetlista plama ukrywa jego postać, zamalowaną jakiś czas po powstaniu obrazu

Branwell kształcił się w domu pod kierunkiem ojca. Natomiast cztery z jego pięciu sióstr zostały wysłane do szkoły z internatem. Elizabeth Gaskell, biografka jego siostry, Charlotte Brontë, mówi o edukacji Branwella w następujący sposób:
„Przyjaciele pana Brontë radzili mu, by posłał syna do szkoły, on jednak, mając w pamięci własną młodzieńczą siłę woli oraz sposób, w jaki umiał ją wykorzystać, wierzył, iż większą korzyść wyniesie Patrick z pozostania w domu, gdzie on sam mógłby go dobrze wykształcić, tak jak wcześniej kształcił innych”.

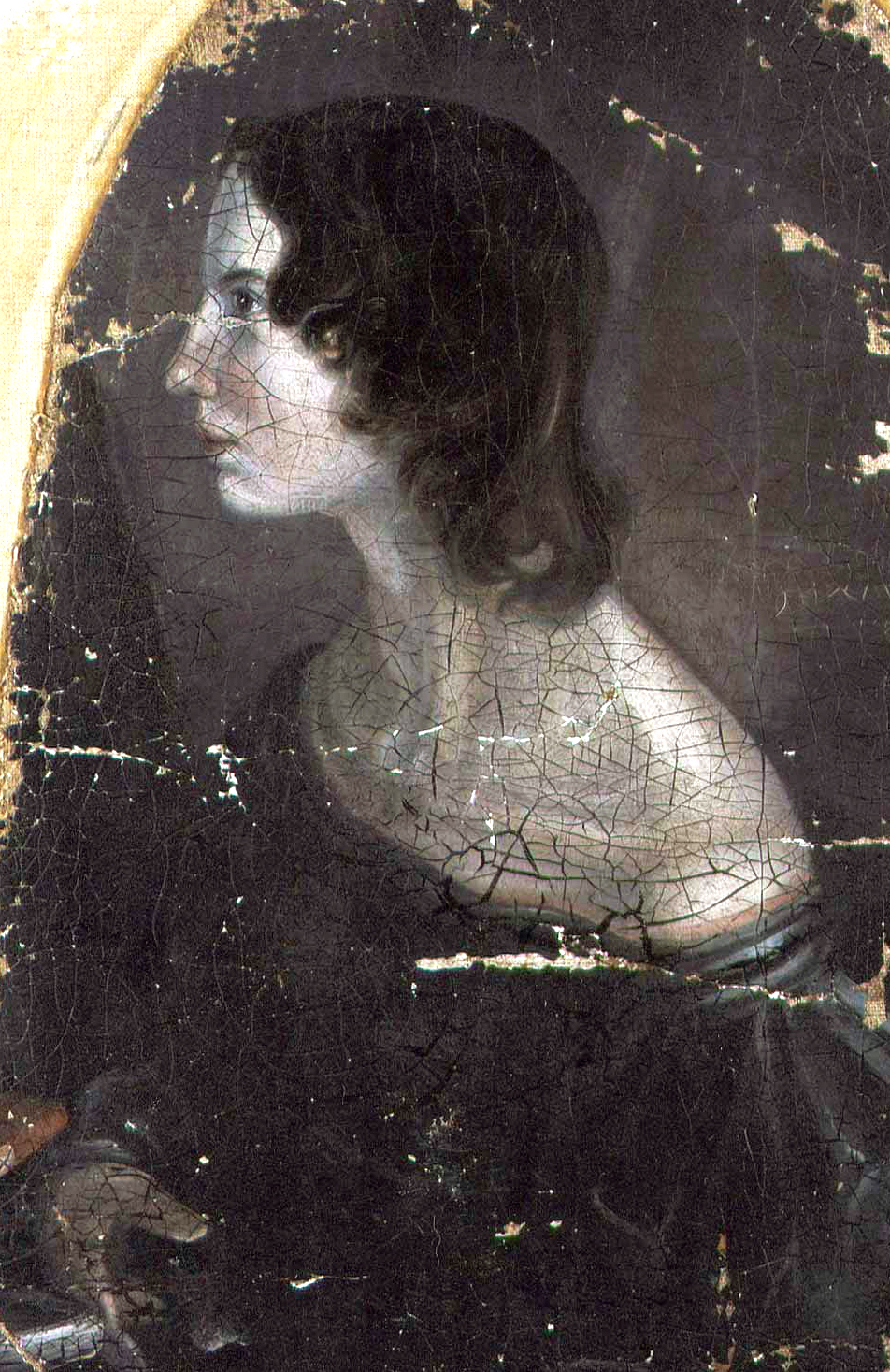
Portret Emily Brontë namalowany przez Branwella.

Jego dwie najstarsze siostry, Maria i Elżbieta, zmarły tuż przed jego ósmymi urodzinami, w 1825 roku, a ich utrata odcisnęła się głęboko na jego dalszym życiu.
Branwell uczył się malarstwa od portrecisty Williama Robinsona, licząc że tak będzie mógł zarabiać na życie. W 1834 roku namalował portret swoich trzech sióstr, na którym pierwotnie również występował, lecz potem usunął swoją postać. Portret ten jest obecnie jednym z najbardziej znanych i cenionych wizerunków sióstr Brontë. Jest to także najpopularniejszy obraz Branwella: wisi w National Gallery w Londynie. W 1835 roku Branwell napisał list do Royal Academy of Arts, w którym prosił o przyjęcie go na studia z malarstwa. Według wcześniejszych biografów, wyjechał w tym celu do Londynu, lecz szybko przerwał naukę, lub też jej wcale nie rozpoczął. W latach 1838–1839 prowadził pracownię portretów w Bradford, jednak nie udało mu się znaleźć wystarczającej klienteli. Do jego niepowodzeń życiowych przyczynił się fakt, że od wczesnej młodości nadużywał alkoholu i zażywał narkotyki, przede wszystkim laudanum.
Branwell pisywał wiersze i tłumaczył teksty klasyczne, wspólnie z siostrami tworzył też obszerne, romansowe opowieści o wymyślonych królestwach Angria i Gondal.

### Wiek dojrzały
Ojciec zapewnił mu klasyczne wykształcenie, aby mógł zostać nauczycielem języka angielskiego. Branwell korespondował z Hartleyem Coleridge’em (synem Samuela), który zaprosił go do swojego domu i zachęcił go do dalszego tłumaczenia Horacego. Przekładów tych jednak nie udało się wydać. W październiku 1840 r. Brontë przeniósł się w pobliże miasta Halifax, gdzie miał wielu przyjaciół, w tym rzeźbiarza Jamesa Leylanda Bentleya i Franciszka Grundy’ego. Uzyskał zatrudnienie na kolei, początkowo jako asystent referenta do spraw na stacji kolejowej Sowerby Bridge. 1 kwietnia 1841 roku został awansowany na zawiadowcę stacji na stacji kolejowej Luddendenfoot, jednak już w 1842 r. został zwolniony za deficyt na rachunkach. Pieniądze zostały skradzione przez portiera Watsona, przez którego Branwell wpadł w alkoholizm.

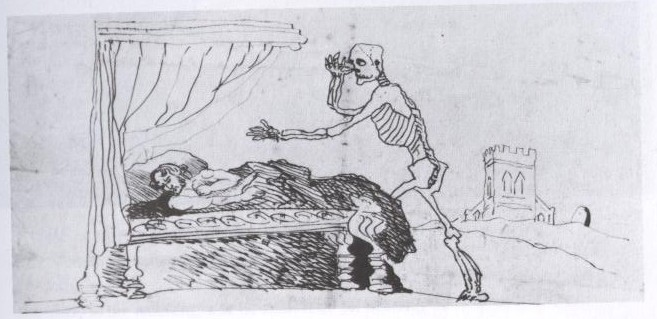
Własna karykatura Branwella (1847) w łóżku czekającego na śmierć.

W styczniu 1843 r., po dziewięciu miesiącach w Haworth, Brontë podjął kolejną pracę jako guwerner w Thorp Green, gdzie sprawował nadzór nad synem wielebnego Edmunda Robinsona. W 1845 roku został odwołany ze stanowiska ze względu na swe zauroczenie żoną Robinsona, Lydią, do której pisał miłosne listy. Brontë wrócił na plebanię w Haworth, gdzie szukał innej pracy, pisał wiersze i redagował książkę Zmęczeni są w stanie spoczynku, opartą na wymyślonych w młodości opowieściach o Angrii. W 1840 r. kilka z jego wierszy zostało opublikowanych w lokalnej prasie, czyniąc go pierwszym z rodzeństwa Brontë, któremu udało się wydać utwór literacki drukiem. Wkrótce potem wielebny Robinson zmarł, jednak wbrew nadziejom Branwella wdowa oznajmiła, że nie zamierza za niego wyjść, przez co pogrążył się w alkoholizmie, opiatach i długach. Pomimo niepowodzeń, wciąż marzył o osiągnięciu sukcesu. Według zapisów Charlotty, zachowanie brata wzbudzało niepokój rodziny. Udało mu się podpalić własne łóżko, po czym jego ojciec zdecydował się spać w tym samym pokoju dla bezpieczeństwa. Pod koniec życia wysyłał notatki do znajomego z prośbą o miarkę ginu za pięć pensów. Nie wiadomo, czy został poinformowany o wydaniu debiutanckich powieści swych trzech sióstr.
W dniu 24 września 1848 r. Brontë zmarł na plebanii w Haworth na gruźlicę, której towarzyszyło delirium tremens, mimo tego że na świadectwie jego śmierci wpisano jako przyczynę przewlekłe zapalenie oskrzeli-marazm. W dniu 28 września 1848 r. został pochowany w krypcie rodzinnej. Emily Brontë zmarła na gruźlicę w grudniu tego samego roku, a Anne Brontë w maju następnego.
W wydanej w 2017 r. biograficznej książce Tajemnice „Wichrowych Wzgórz” Eryk Ostrowski występuje w obronie Branwella, wskazując na to, że wiele informacji o jego nałogach i trybie życia pochodzi z niewiarygodnych źródeł lub jest nadinterpretacją. Wysuwa także teorię, że to Branwell był autorem Wichrowych Wzgórz.